# La Fàbrica Gran (Tortellà)
La Fàbrica Gran és una obra del municipi de Tortellà (Garrotxa) inclosa en l'Inventari del Patrimoni Arquitectònic de Catalunya.

## Descripció
Es tracta d'un edifici de planta rectangular, entre mitgeres, és de tres pisos i façana de 27m.x 23m., amb una superfície de 1720 m². Una part està coberta per una teulada a una vessant i l'altre per un terrat on posaven a eixugar les teules pintades. A la primera planta trobem una estança coberta amb volta de 30 m. de llarg per 8 d'ample, i amb finestres a una banda. Per l'escala s'accedeix a un pati interior a sota del qual hi ha dues cisternes amb una capacitat d'un milió de litres. La porta que comunica el pati amb la casa té gravada a la llinda la data 1784. Les plantes superiors es destinaven a habitatge i magatzem. Al llarg de la seva història, l'edifici ha patit poques transformacions, el 1988 es van consolidar la coberta i les façanes.

## Història
La fàbrica Gran, des de la seva construcció el 1784 i fins a 1852, es va dedicar a la producció de mitges de cotó, teixits, pintats d'indianes i mocadors. Tenia aleshores una plantilla de 60-70 treballadors i 32 telers. El 1852, per manca d'energia (carbó i cursos d'aigua), la fàbrica no podia competir a la indústria cotonera i es passà a la manufactura de fil de seda. Es plantaren moreres per alimentar els cucs, però tot i així, sembla que s'importava seda de França il·legalment. Es tancà el 1873 a causa de la mort violenta del director. El 1929, part de l'edifici es va dedicar a l'elaboració de pasta de sopa, i la resta, servia d'habitatge i com a cavalleries. Posteriorment s'hi va fabricar xocolata, mobles, culleres de boix...